# Campeonato Mundial de Atletismo Sub-20 de 2018 - Salto em altura feminino
A prova do salto em altura feminino do Campeonato Mundial de Atletismo Sub-20 de 2018 ocorreu entre os dias 13 e 15 de julho no Estádio de Tampere em Tampere, na Finlândia. 

## Recordes
Antes desta competição, os recordes mundiais e do campeonato nesta prova eram os seguintes:
|     | Nome                     | Nacionalidade                       | Altura | Local           | Data                                   |
| --- | ------------------------ | ----------------------------------- | ------ | --------------- | -------------------------------------- |
| WJR | Olga Turchak Heike Balck | União Soviética · Alemanha Oriental | 2.01 m | Moscou Chemnitz | 7 de julho de 1986 18 de junho de 1989 |
| CR  | Alina Astafei            | Roménia                             | 2.00 m | Sudbury         | 29 de julho de 1988                    |
| WJL | Yaroslava Mahuchikh      | Ucrânia                             | 1.94 m | Győr            | 8 de julho de 2018                     |

## Medalhistas
| Ouro                 | Prata              | Bronze                       |
| Karyna Taranda (BLR) | Sommer Lecky (IRL) | María Fernanda Murillo (COL) |

## Cronograma
Todos os horários são locais (UTC+2).
| Data        | Hora  | Evento       |
| ----------- | ----- | ------------ |
| 13 de julho | 11:40 | Qualificação |
| 15 de julho | 13:30 | Final        |

## Resultados

### Qualificação
Qualificação: 1,84 m (Q) ou pelo menos melhor 12 qualificado (q) 
| Posição | Grupo | Atleta                 | Nacionalidade               | 1.70 | 1.74 | 1.77 | 1.80 | 1.82 | 1.84 | Resultado | Notas           |
| ------- | ----- | ---------------------- | --------------------------- | ---- | ---- | ---- | ---- | ---- | ---- | --------- | --------------- |
| 1       | A     | Karyna Taranda         | Bielorrússia                | –    | o    | o    | o    | o    | o    | 1.84      | Q               |
| 1       | B     | Urtė Baikštytė         | Lituânia                    | o    | o    | o    | o    | o    | o    | 1.84      | Q,              |
| 1       | B     | Martyna Lewandowska    | Polónia                     | o    | o    | o    | o    | o    | o    | 1.84      | Q,              |
| 1       | B     | Sommer Lecky           | Irlanda                     | o    | o    | o    | o    | o    | o    | 1.84      | Q,              |
| 5       | B     | Lavinja Jürgens        | Alemanha                    | o    | o    | o    | xo   | xo   | o    | 1.84      | Q,              |
| 5       | A     | Shelby Tyler           | Estados Unidos              | o    | o    | xo   | o    | xo   | o    | 1.84      | Q               |
| 7       | B     | María Fernanda Murillo | Colômbia                    | o    | –    | xxo  | xo   | o    | o    | 1.84      | Q               |
| 8       | B     | Maja Helena Nilsson    | Suécia                      | –    | o    | o    | o    | o    | xo   | 1.84      | Q               |
| 9       | A     | Mariya Kochanova       | Atletas Neutros Autorizados | o    | o    | o    | o    | xo   | xo   | 1.84      | Q,              |
| 10      | A     | Isis Guerra            | Cuba                        | o    | o    | xo   | xxo  | o    | xo   | 1.84      | Q               |
| 11      | A     | Abby Ward              | Grã-Bretanha                | o    | o    | o    | xo   | xxo  | xxo  | 1.84      | Q,              |
| 12      | B     | Lamara Distin          | Jamaica                     | o    | o    | o    | o    | xo   | xxx  | 1.82      | q               |
| 13      | B     | Sanaa Barnes           | Estados Unidos              | o    | o    | xo   | xo   | xo   | xxx  | 1.82      |                 |
| 14      | B     | Rümeysa Ökdem          | Turquia                     | xxo  | xxo  | xo   | xo   | xo   | xxx  | 1.82      | Recorde pessoal |
| 15      | A     | Bianca Stichling       | Alemanha                    | o    | o    | o    | o    | xxx  |      | 1.80      |                 |
| 16      | A     | Zita Goossens          | Bélgica                     | o    | o    | xo   | xo   | xxx  |      | 1.80      |                 |
| 17      | B     | Monika Zavilinská      | Eslováquia                  | o    | o    | o    | xxo  | xxx  |      | 1.80      | Recorde pessoal |
| 18      | A     | Tsai Ching-jung        | Taipé Chinesa               | xo   | o    | o    | xxo  | xxx  |      | 1.80      |                 |
| 19      | A     | Sara Lučić             | Bósnia e Herzegovina        | o    | xxo  | o    | xxx  |      |      | 1.77      |                 |
| 20      | B     | Maryam Abdulelah       | Iraque                      | o    | o    | xo   | xxx  |      |      | 1.77      |                 |
| 21      | A     | Lu Jiawen              | China                       | o    | xo   | xo   | xxx  |      |      | 1.77      |                 |
| 22      | A     | Sakari Famous          | Bermudas                    | o    | xxx  |      |      |      |      | 1.70      |                 |

### Final
A prova final foi realizada no dia 15 de julho às 13:30. 
| Posição           | Atleta                 | Nacionalidade               | 1.75 | 1.80 | 1.84 | 1.87 | 1.90 | 1.92 | 1.95 | Resultado | Notas                |
| ----------------- | ---------------------- | --------------------------- | ---- | ---- | ---- | ---- | ---- | ---- | ---- | --------- | -------------------- |
| Medalha de ouro   | Karyna Taranda         | Bielorrússia                | xo   | o    | o    | o    | o    | xo   | xxx  | 1.92      | NJR                  |
| Medalha de prata  | Sommer Lecky           | Irlanda                     | o    | xo   | o    | xo   | o    | xxx  |      | 1.90      | NJR                  |
| Medalha de bronze | María Fernanda Murillo | Colômbia                    | o    | o    | o    | o    | xo   | xxx  |      | 1.90      | SJA                  |
| 4                 | Isis Guerra            | Cuba                        | o    | o    | o    | o    | xxx  |      |      | 1.87      | Recorde pessoal      |
| 5                 | Mariya Kochanova       | Atletas Neutros Autorizados | o    | o    | xo   | xo   | xxx  |      |      | 1.87      | Recorde pessoal      |
| 6                 | Urtė Baikštytė         | Lituânia                    | o    | xxo  | o    | xo   | xxx  |      |      | 1.87      | Recorde pessoal      |
| 7                 | Maja Helena Nilsson    | Suécia                      | o    | o    | xo   | xxo  | xxx  |      |      | 1.87      |                      |
| 8                 | Lavinja Jürgens        | Alemanha                    | o    | o    | o    | xxx  |      |      |      | 1.84      | Recorde pessoal      |
| 8                 | Martyna Lewandowska    | Polónia                     | o    | o    | o    | xxx  |      |      |      | 1.84      | Recorde da temporada |
| 10                | Abby Ward              | Grã-Bretanha                | o    | o    | xo   | xxx  |      |      |      | 1.84      | Recorde da temporada |
| 11                | Shelby Tyler           | Estados Unidos              | o    | xo   | xxx  |      |      |      |      | 1.80      |                      |
| 12                | Lamara Distin          | Jamaica                     | o    | xxx  |      |      |      |      |      | 1.75      |                      |

Legenda
| Recorde mundial       | Recorde mundial (World record)               |                       | Recorde africano                      | Recorde africano (African) |                                           | Q | Classificado por posição (Qualified) |
| Recorde do campeonato | Recorde do campeonato (Championship record)  | Recorde da América    | Recorde da América (Americas)         | q                          | Classificado por melhor tempo (Qualified) |   |                                      |
| Melhor marca do ano   | Melhor marca do ano (World leading)          | Recorde asiático      | Recorde asiático (Asian)              | DNS                        | Não largou (Did not start)                |   |                                      |
| Recorde nacional      | Recorde nacional (National record)           | Recorde europeu       | Recorde europeu (European)            | DNF                        | Não terminou (Did not finish)             |   |                                      |
| Recorde pessoal       | Recorde pessoal do atleta (Personal best)    | Recorde da Oceania    | Recorde da Oceania (Oceania)          | DSQ / DQ                   | Desclassificado (Disqualified)            |   |                                      |
| Recorde da temporada  | Recorde da temporada do atleta (Season best) | Recorde sul-americano | Recorde sul-americano (South America) | NM                         | Sem marca (No mark)                       |   |                                      |